# 松谷紀代子
松谷 紀代子（まつや きよこ、1952年2月24日 - ）は、日本の元女優。本名同じ。
東京都出身。東京都立駒場高等学校卒業。

## 人物
小学生時代より子役として芸能活動を行い、塩野義製薬の鎮痛解熱薬・セデスのCMに長期にわたり出演していた。
一時芸能活動を中断し学業に専念していたが、高校卒業後に芸能活動を再開する。
1973年、特撮テレビドラマ『ウルトラマンタロウ』でZAT隊員・森山いずみ役でレギュラー出演する。同作で共演した三ツ木清隆はインタビューで「真面目で根性がある人という印象があった」と語っている。当時のプロフィールでは、芸能活動を再開した理由として「高校の同級生がすべて進学希望であったため反発して、もう一度芸能界で試してみたいと思った」と述べている。
1975年に放送された『秘密戦隊ゴレンジャー』第1話にゲスト出演以降の芸能活動は確認されていない。
- 趣味は、軟式テニス、ボウリング[1]。

## 出演作品

### テレビドラマ
- 台風家族（フジテレビ）[1]
- どろんこ天国（1961年、フジテレビ）
- コートにかける青春（1971年 - 1972年、フジテレビ） - 野崎美智
- 小さな恋のものがたり（1972年、日本テレビ） - 夏目哲子
- 大江戸捜査網 第77話「走れ! 娘飛脚」（1972年、東京12チャンネル） - お糸
- 人造人間キカイダー 第16話「女ベニクラゲが三途の川に招く」（1972年、NET） - ミキ
- 素浪人 天下太平 第1話「さくらの花の咲く頃に」（1973年、NET） - 志津 ※松谷紀代名義
- ウルトラマンタロウ（1973年 - 1974年、TBS） - 森山いずみ
- 国盗り物語 第37回「将軍追放」、第40回「安土へ」（1973年、NHK） - おもよ
- スーパーロボット マッハバロン 第19話「地獄から来た天使」（1975年、日本テレビ） - ドーラ
- 秘密戦隊ゴレンジャー 第1話「真赤な太陽! 無敵ゴレンジャー」（1975年、NET） - 幼稚園の先生

### 映画
- 夜の女狩り（1972年、東映） - ヤオバディ

### CM
- シオノギ製薬  - セデス

## 雑誌
- 小学四年生（1964年4月号 - 1965年3月号、小学館） - 表紙モデル[4]